# Saga ephippigera ephippigera
Sous-espèce
Saga ephippigera ephippigera est une sous-espèce de sauterelles de la famille des Tettigoniidae.

## Répartition
S. ephippigera ephippigera est présente dans de nombreux pays d'Asie mineure ; son aire de répartition s’étend de la Turquie au Nord-Ouest, la Jordanie au Sud et l'Azerbaïdjan à l'Est. Tout comme Saga ephippigera syriaca, elle n'est pas présente dans les Balkans.

## Description
Il s'agit d'une Saga de taille moyenne, mesurant jusqu'à 65 mm pour les mâles et 70 mm pour les femelles. L'ovipositeur, légèrement arqué vers le haut, mesure environ 30 mm, soit environ deux fois la longueur du pronotum. La couleur varie du vert clair au brun foncé et la tête peut être de couleur plus foncée et plus brune que le reste du corps. La femelle est totalement aptère et le mâle porte de courtes ailes mesurant un tiers de la longueur du pronotum, soit plus que chez Saga ephippigera syriaca. La plaque sous-génitale du mâle est allongée et dépasse légèrement de l'abdomen.